# Arno Plack
Arno Plack (* 18. März 1930 in Landshut; † 9. Juli 2012 in Heidelberg) war ein deutscher Philosoph und Buchautor.

## Leben
Arno Plack war der Sohn des Studienrates Karl Plack und dessen Ehefrau Luise Plack, geb. Aicher aus Landshut. Sein Geburtshaus befindet sich in der Seligenthaler Str. 60 in Landshut. Plack wuchs in Landshut auf. Dort besuchte er die Volksschule und anschließend für ein Jahr die Realschule in Weilheim. Zurück in Landshut, absolvierte Arno Plack von 1941 bis 1949 die dortige Oberrealschule, an der er auch sein Abitur ablegte.
Plack studierte Philosophie und Sozialwissenschaften an den Universitäten Regensburg, München, Heidelberg und Saarbrücken. 1962 wurde er an der Ludwig-Maximilians-Universität München mit einer Studie zu Max Schelers materialer Wertethik promoviert. Zwischen 1954 und 1966 war er als freier Mitarbeiter, Journalist und politischer Kommentator für mehrere Tageszeitungen tätig. 2012 verstarb er in seiner Wahlheimat Heidelberg.
Arno Plack war der Verfasser vielgelesener kultur- und sozialkritischer Schriften. Sein Hauptwerk Die Gesellschaft und das Böse (1967) erreichte eine Auflage von über 600.000 Exemplaren.
Plack vertritt in seiner Theoriefindung den Ansatz, dass jedes normverletzende Verhalten im Grunde eine fehlgesteuerte Bewältigungsstrategie sei und Verbrechen vor allen Dingen einer psychologischen Deutung bedürften.

## Schriften
- Die Stellung der Liebe in der materialen Wertethik. Eine systematische Auseinandersetzung im Anschluß an Max Scheler, Nicolai Hartmann und Dietrich von Hildebrand. Dissertation München. Isar-Post, Landshut 1962.
- Die Gesellschaft und das Böse. Eine Kritik der herrschenden Moral. List, München 1967; Fischer Taschenbuch, Frankfurt am Main 1991, ISBN 3-596-10609-5.
- Manipulierung des Menschen und Menschenwürde. In: Theo Löbsack (Hrsg.): Zu dumm für die Zukunft? Menschen von gestern in der Welt von morgen. Schwann, Düsseldorf 1971.
- (Hrsg.): Der Mythos vom Aggressionstrieb. List, München 1973, ISBN 3-471-66531-5.
- Plädoyer für die Abschaffung des Strafrechts. List, München 1974, ISBN 3-471-66524-2.
- Ohne Lüge leben. Zur Situation des Einzelnen in der Gesellschaft. DVA, Stuttgart 1976, ISBN 3-421-01780-8; Fischer Taschenbuch, Frankfurt am Main 1987, ISBN 3-596-23816-1.
- Philosophie des Alltags. DVA, Stuttgart 1979, ISBN 3-421-01930-4.
- Scheitert sexuelle Befreiung an der Eifersucht? In: Heinz Körner (Hrsg.): Eifersucht. Ein Lesebuch für Erwachsene. Körner, Fellbach 1979, ISBN 3-922028-01-2.
- Wie oft wird Hitler noch besiegt? Erb, Düsseldorf 1982, ISBN 3-88458-042-6; Fischer Taschenbuch, Frankfurt am Main 1985, ISBN 3-596-23851-X.
- Es darf nicht wahr sein. Satiren. Rauten, Riemerling 1986, ISBN 3-88804-016-7.
- Hitlers langer Schatten. Mit einem „Nachwort zur nationalen Frage“. Langen Müller, München 1993; 2., überarb. Aufl., ebd. 2001, ISBN 3-7844-2443-0.